# Čarodějky z předměstí
Čarodějky z předměstí je český film natočený v roce 1990. Film se odehrává na rozhraní sídliště a staré zástavby. Zde se odehrává asanační proces, jehož důsledkem má být zboření posledního domu v ulici, ve kterém žijí dvě "tety" hlavních hrdinek. Děti objeví kouzelnou knihu a připravují kouzelné lektvary. Děj se odehrává na pražském sídlišti Stodůlky a ZŠ Trávníčkova.

## Osoby a obsazení
| Lucie Čechová    | Veronika         |
| Tereza Fliegrová | Petra            |
| Marie Tomášová   | teta Ema         |
| Dana Syslová     | teta Lída        |
| Rudolf Pellar    | učitel František |
| Lenka Skopalová  | maminka Veroniky |
| Oldřich Vízner   | tatínek Veroniky |